# Himantigera silvestris
Himantigera silvestris är en tvåvingeart som beskrevs av Mcfadden 1982. Himantigera silvestris ingår i släktet Himantigera och familjen vapenflugor. Inga underarter finns listade i Catalogue of Life.